# Грюнвальдський міст (Краків)
Грюнвальдський міст (пол. Most Grunwaldzki) — міст через річку Віслу в Кракові, Польща. Поєднує дільниці міста Старе-Място і Дембнікі. Є частиною Малопольського шляху святого Якова.

## Розташування
Міст з'єднує вулицю Юзефа Дітля з Грюнвальдською кільцевою автомобільною розв'язкою. Поруч із мостом розташовані Вавельський замок, костел на Скалці, конгресс-центр ICE Kraków.
Вище за течією знаходиться Дембніцький міст, нижче — міст Юзефа Пілсудського.

## Назва
Спочатку планувалося назвати міст на честь Миколая Коперника, з нагоди відзначення 500-річчя від дня народження астронома. Однак в 1972 році, у зв'язку з рішенням відновлення пам'ятника Грюнвальдської битви, зруйнованого під час Другої світової війни, міст отримав назву Грюнвальдського.

## Історія створення
Проект мосту був розроблений у проектному інституті Transprojekt Gdański (інженери Стефан Філіпюк, Анджей Тополевич і Юзеф Малиновський). Будівництво велося з 1968 по 1972 роки. Виконавцем робіт було Келецьке мостобудівне підприємство (пол. Kieleckie Przedsiębiorstwo Robót Mostowych), керівником будівництва був інженер Чеслав Квітневський.

## Конструкція мосту
Міст складається з трьох прольотів, залізобетонний, балковий. Схема розбивки на прольоти: 44,0 + 65,0 +44,0 м. У будівництві використано залізобетонні блоки заводського виготовлення і встановлено монолітні ділянки (над опорами), об'єднані за допомогою сталевих канатів. Через осідання правобережної опори були додатково встановлені зовнішні стягуючі канати. Опори з монолітного залізобетону — на пальовій основі з набивних паль (палі Франки).
Довжина мосту складає 153 м, ширина — 31,4 м (включно із шириною проїжджої частини — 20 м і двома тротуарами по 5 м).
Міст призначений для руху автотранспорту, трамваїв, велосипедистів і пішоходів. Проїжджа частина мосту включає в себе 4 смуги для руху автотранспорту і 2 трамвайні колії. Покриття проїжджої частини і тротуарів — асфальтобетон. Тротуари відокремлені від проїжджої частини металевою бар'єрною огорожею. Поручні металеві, з простим малюнком. На лівому березі встановлено залізобетонний парапет, облицьований гранітом, з написом Most Grunwaldzki 1972. На правому березі облаштовано сходи на нижній ярус набережної.